# 張振益
張振益（1963年—）是台灣的漫畫家。出生於台北。

## 簡歷
國中時代就急於向卡通公司探路，先後在遠東卡通公司及宏廣擔任實習生。後來他考上台北工專，但對卡通影片的製作依然熱情不減，曾二度參加金穗獎並獲得第一名。
- 1980年代，為民生報社《民生兒童天地週刊》畫「卡通影片的製作奧秘」，以及多篇連環圖畫。
- 1986年在全國漫畫大擂臺獲得單幅漫畫的第一名。
- 1986年退伍後，考上加州藝術學院動畫系，投入動畫製作研究學程。
  - 就讀加州藝術學院期間，考進華納的動畫製片廠，參與「蝙蝠俠」卡通的製作。
- 1993年，華特迪士尼公司準備將「花木蘭」拍成卡通片，華納的導演將張振益推薦給華特迪士尼公司相關部門。
- 1999年，張振益應文建會、第三波資訊、中國時報之邀，回台灣做了三場演講，主題分別是「我的動畫心得」、「花木蘭的製作過程」與「好萊塢動畫的趨勢與未來」

## 作品一覽
- 卡通影片的製作奧秘

## 外部連結
- 張振益在互联网电影资料库（IMDb）上的資料（英文）